# تلماچه
تلماچه (به مجاری: Garamtomács) یک شهرداری در اسلواکی با جمعیت ۴٬۱۷۲ نفر است که در Levice District واقع شده‌است.

## نگارخانه

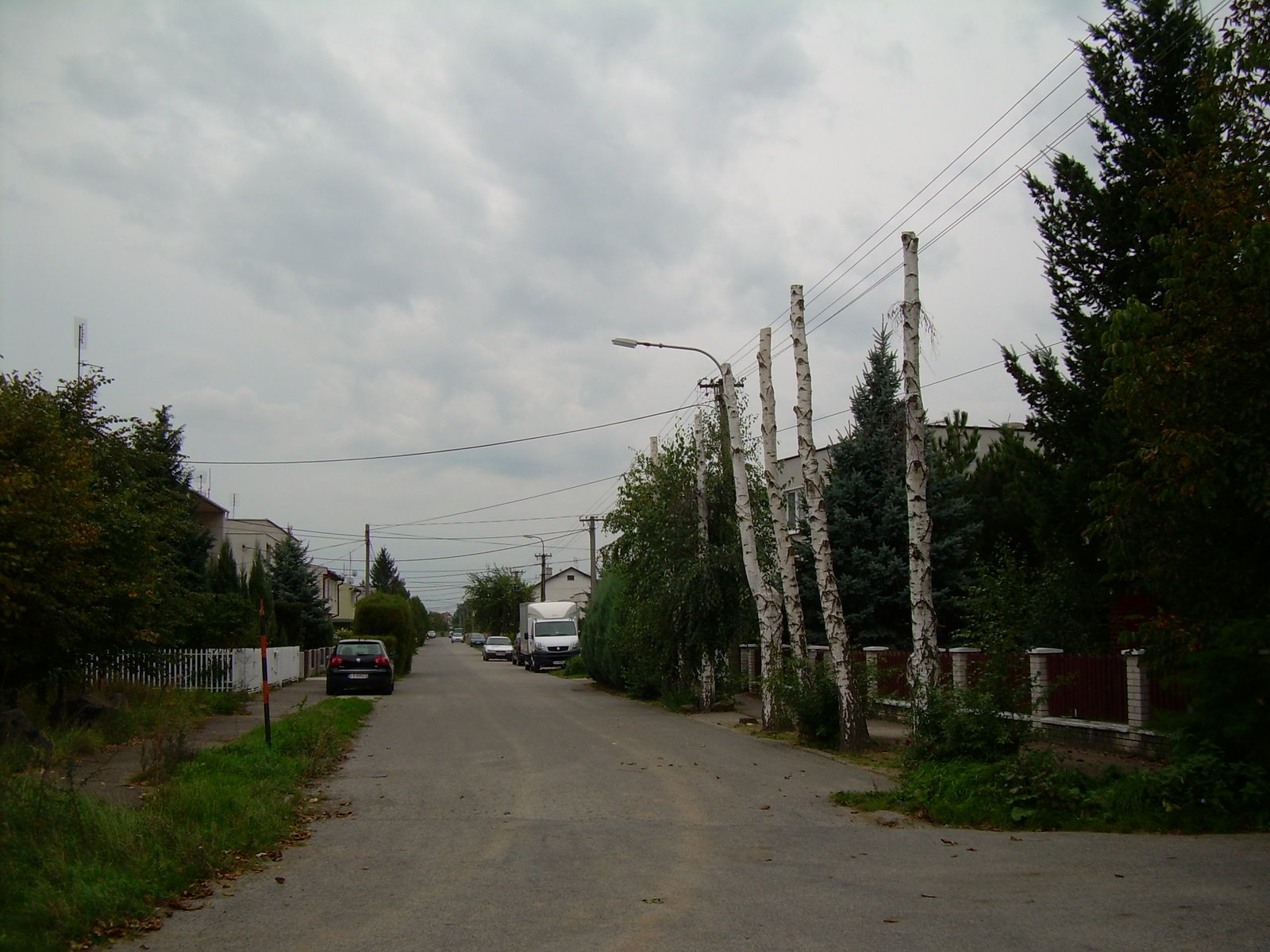
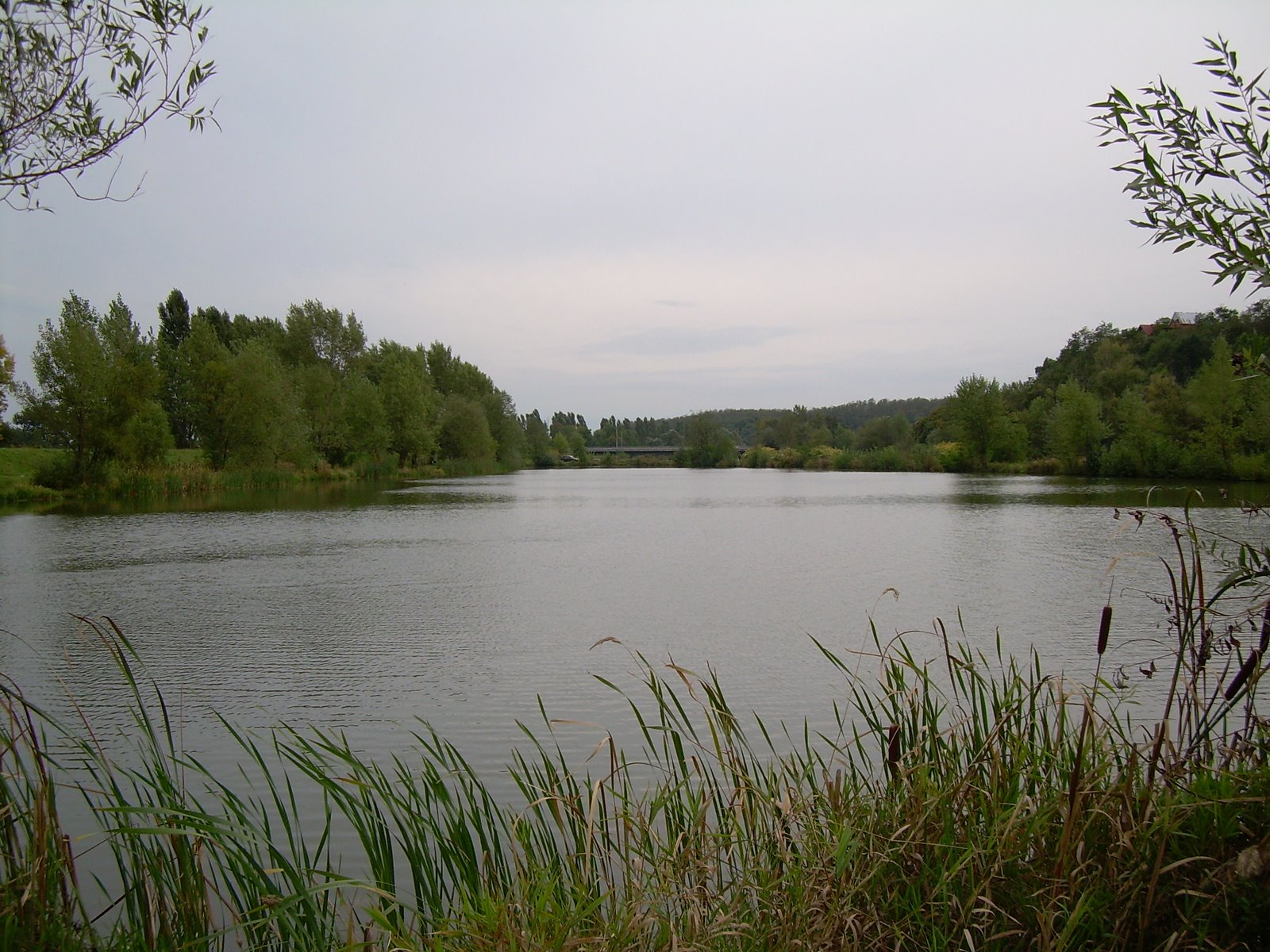